# Янта
Янта (също Янте) е името на четири митологични персонажа:
- Жена от Крит, сгодена за Ифис. Ифис е жена, отраснала като мъж, която се влюбва в Янта и моли боговете да позволят на двете жени да се оженят. Превърната е от Изида в мъж и става съпруг на Янта. (Овид, Метаморфози, IX, 666-797).
- Една от 3000-те океаниди (децата на титана Океан и Тетида).
- Млада жена, която била много красива. След като умряла, боговете направили така, че пурпурни цветя да растат край гроба ѝ.
- Нимфа, спомената в Омиров химн на Деметра. Янта придружава Персефона когато Хадес пленява втората.